# 日本とセルビアの関係
日本とセルビアの関係（セルビア語: Односи Србије и Јапана / Odnosi Srbije i Japana、英語: Japan–Serbia relations）では日本とセルビアの二国間関係を述べる。在セルビア日本国大使館はベオグラードに所在し、在モンテネグロ日本国大使館を兼轄している。在日セルビア大使館は東京都に所在し、さらに大阪府には在大阪セルビア共和国名誉総領事館が設置されている。2023年12月現在、在セルビア日本人数は262名であり、在日セルビア人は262名である。

## 歴史

### 近代
両国の外交関係は19世紀末にセルビア王国のミラン1世が大日本帝国の明治天皇に書簡を宛て、返書で明治天皇がセルビアを国家承認したことに始まる。しかし、第一次世界大戦以前はロシア帝国を介した外交関係であり、公的な関係を持たなかった。第一次世界大戦では日本は連合国側に立って中央同盟国に宣戦布告し、ロシアや地中海経由でセルビアに物資を支援した。

### 日本とユーゴスラビアの関係
1918年にはユーゴスラビア王国が成立する。1929年には大日本除虫菊の創業者の上山英一郎が大阪駐在ユーゴスラビア王国名誉領事に任命され、同社内に名誉総領事館が開設された。しかし、第二次世界大戦で日本が枢軸国側で参戦すると関係は悪化し、ユーゴスラビアは日本の外交官を追放した後、対日宣戦布告を行った。
戦後、日本は1952年にヨシップ・ブロズ・チトー体制下のユーゴスラビア連邦人民共和国との間で国交を回復する。これは東欧諸国の日本との国交回復において最も早いものであった。1959年には両国間で通商条約が締結され、ユーゴスラビアの崩壊まで良好な関係が続いた。

### 現代
1991年のユーゴスラビア崩壊の際に日本はユーゴスラビアに対する経済協力を停止するが、コソボ紛争終結後の2000年に再開され、2003年に日本の無償資金協力によりベオグラードに93台のバスの整備が行われるなどの経済支援が行われた。2004年には在大阪セルビア・モンテネグロ名誉総領事館が開設された。2011年の東日本大震災の際には支援を表明し、セルビア政府は5,000万ディナール（約4,525万円）の義捐金をセルビア赤十字社経由で提供した。セルビアは日本をアジア最大の貿易相手国とみなすなど両国関係は良好であるが、日本はコソボを国家承認している。

## 駐日セルビア大使館
- 住所：東京都港区高輪四丁目16-12
- アクセス：JR山手線品川駅高輪口

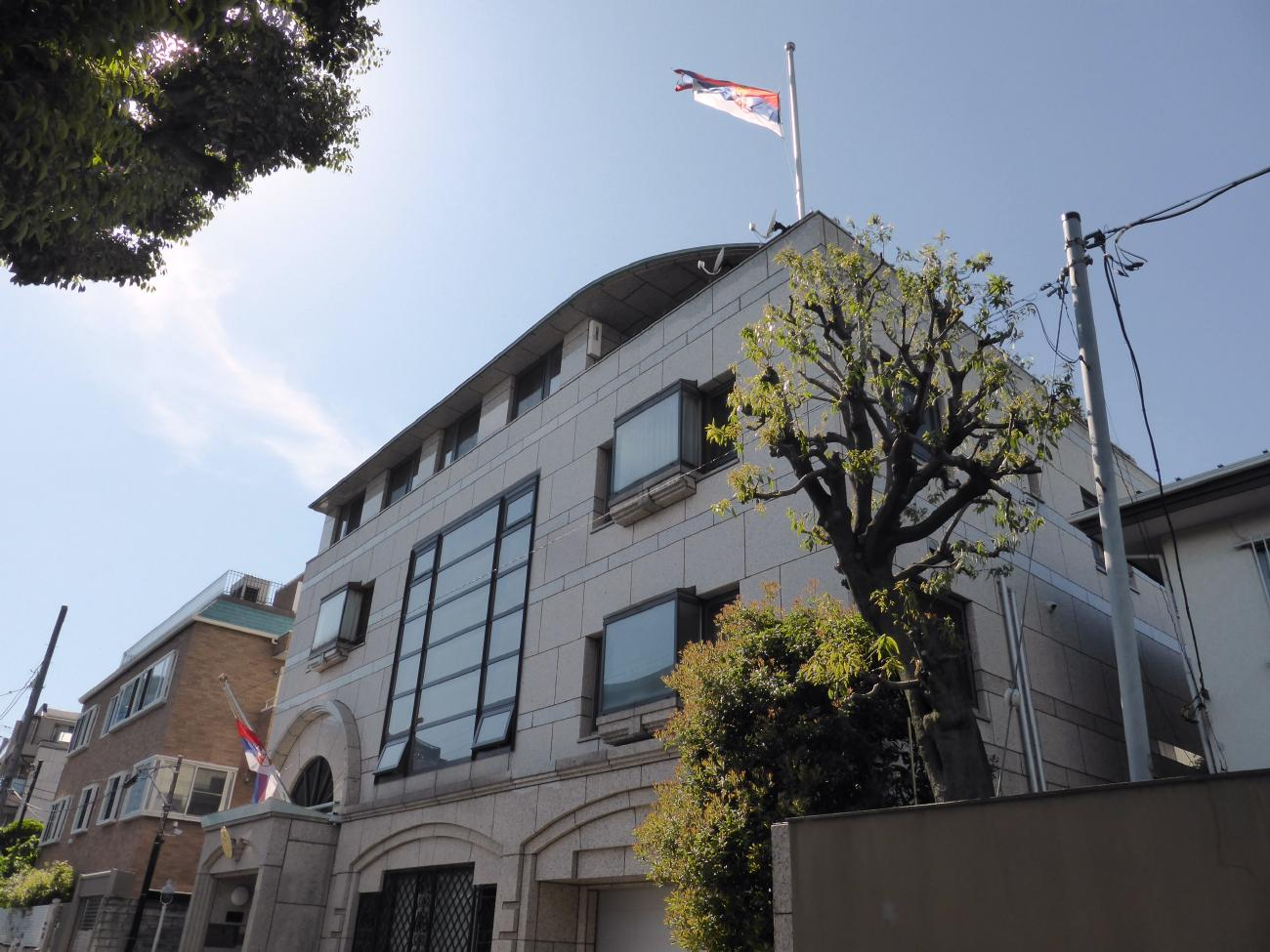
セルビア大使館全景
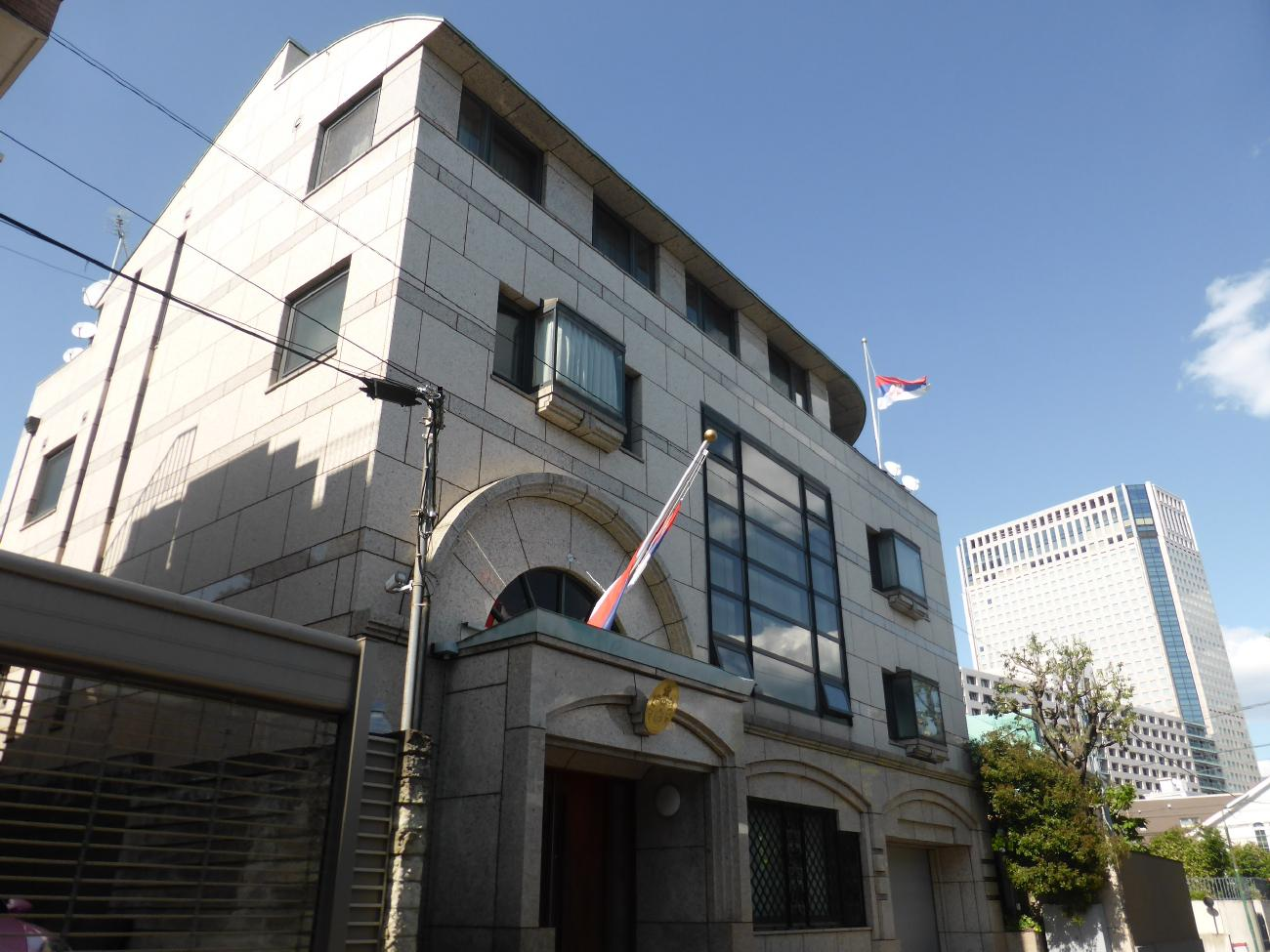
セルビア大使館側面
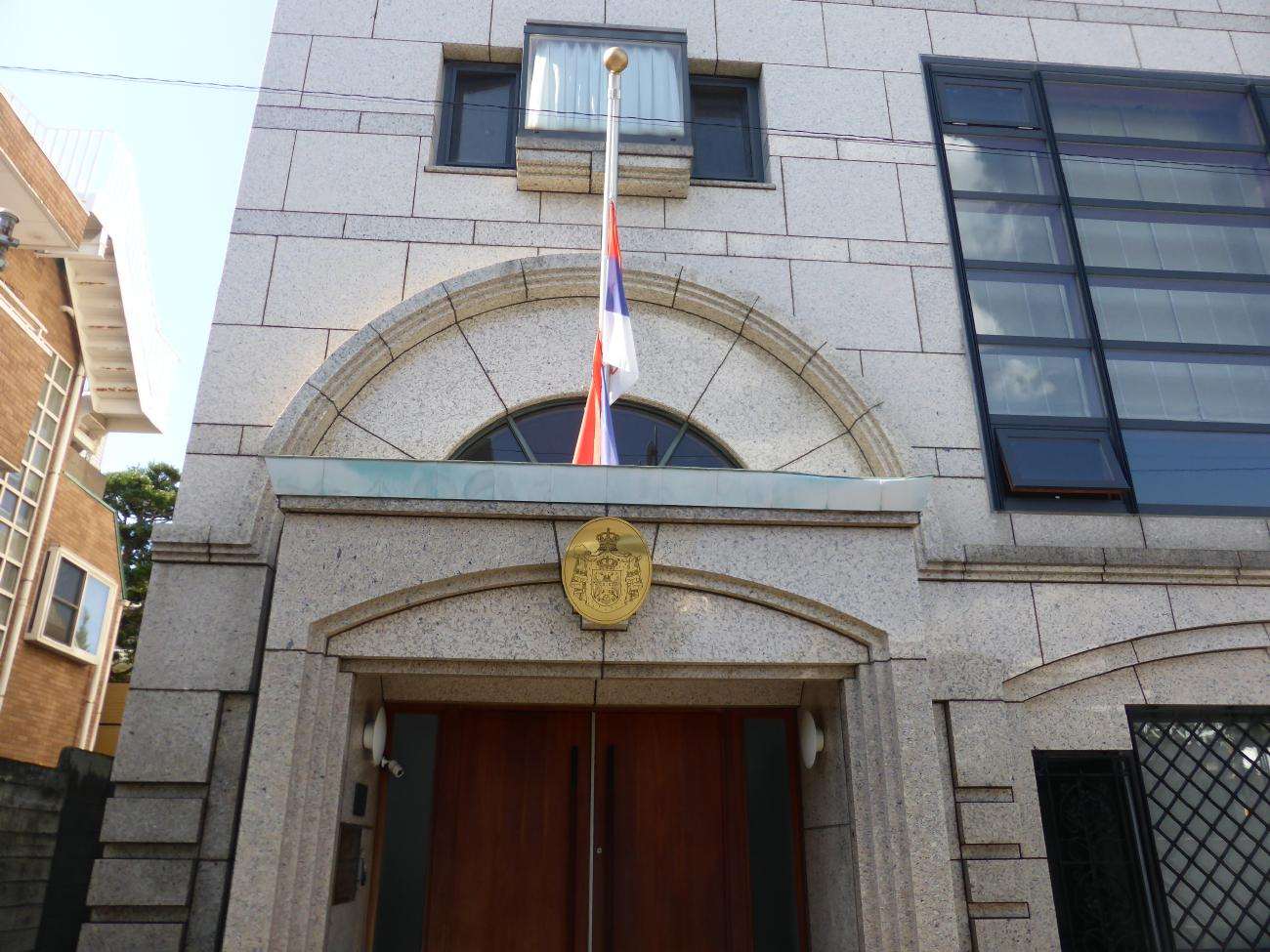
セルビア国旗と国章
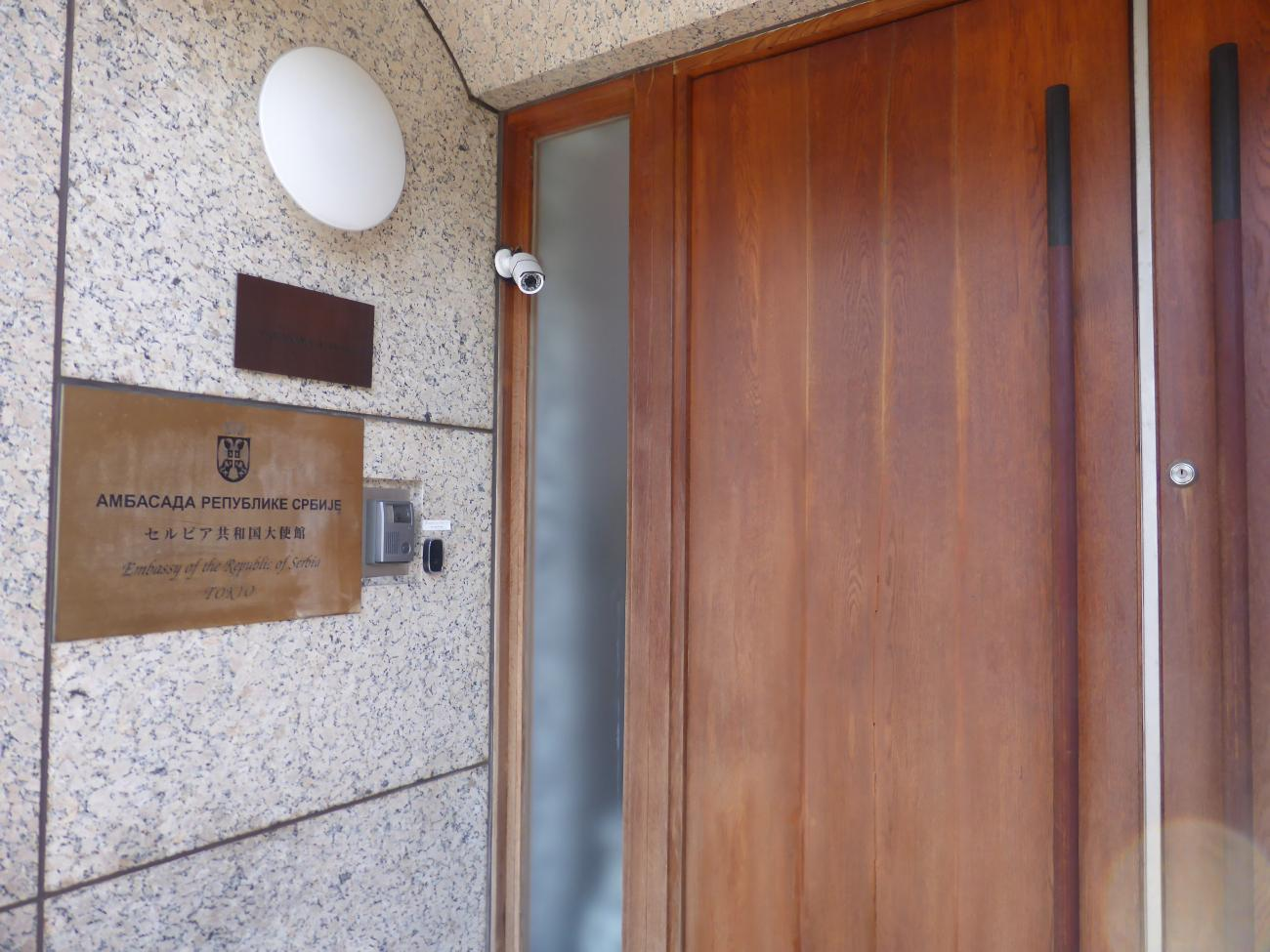
セルビア大使館表札

## 在大阪セルビア共和国名誉総領事館
- 住所：大阪府大阪市西区土佐堀1-4-11　大日本除虫菊株式会社内
- 名誉総領事：上山直英（大日本除虫菊社長、上山英一郎の曾孫）
- 管轄区域：近畿、中国地方
- 2004年に開設。